# Les enfants sont partis
Pour plus de détails, voir Fiche technique et Distribution.
Les enfants sont partis (titre original : El nido vacío) est un film argentin, coproduit avec l'Espagne, l'Italie et la France, réalisé par Daniel Burman et sorti en 2008.

## Synopsis
Un dramaturge d'une cinquantaine d'années se retrouve seul : sa dernière fille vient de se marier et son épouse reprend des cours à la faculté. Dès lors, l'inspiration lui manque tandis qu'une belle dentiste le met en émoi...

## Fiche technique
- Titre du film : Les enfants sont partis
- Titre original : El nido vacío
- Réalisation : Daniel Burman
- Assistant réalisation : Magdalena Cernadas
- Scénario : D. Burman, Daniel Hendler
- Photographie : Hugo Colace
- Musique : Nico Cota
- Son : Juan Ferro
- Montage : Alejandro Brodersohn
- Direction artistique : Aili Chen
- Production : BD Cine, Classic Film, INCAA - D. Burman, Diego Dubcovsky
- Pays d'origine :  Argentine -  Espagne -  Italie -  France
- Format : couleur - 1,85 : 1
- Durée : 91 minutes
- Genre : comédie dramatique
- Dates de sortie : 
  - Argentine : 24 avril 2008
  - France : 5 novembre 2008

## Distribution
- Oscar Martínez : Leonardo, le dramaturge
- Cecilia Roth : Martha, son épouse
- Inés Efron : Julia
- Jean-Pierre Noher : Fernando
- Arturo Goetz : Dr Sprivak
- Carlos Bermejo : Marchetti
- Eugenia Capizzano : Violeta

## Commentaire
Daniel Burman choisit de traiter des sujets ordinaires voire rebattus. El nido vacío obtient 262 700 entrées et devient le troisième film le plus regardé en Argentine au cours de l'année 2008. « Il réalise une comédie douce-amère - critique du milieu intellectuel - où il est parfois hasardeux de se situer entre réalité et fantasme, entre désirs inassouvis et retour aux sources. Un film foisonnant qui, par sa construction, maintient l'intérêt. »